# Ньяне, Джибриль Тамсир
Джибрил Тамсир Нья́не (Ниан, Ниань, Найан, Ньян, фр. Djibril Tamsir Niane; 9 января 1932, Конакри, Гвинея — 8 марта 2021) — гвинейский историк, общественный деятель, писатель и драматург.

## Биография
По этнической принадлежности тукулёр. Среднее образование получал в Дакаре (Сенегал), а научную степень — в Университете Бордо. Преподавал в Политехническом институте в Конакри. Стал почётным профессором Университета Говарда (Вашингтон) и Университета Токио. Вступил в конфликт с первым президентом Гвинеи Ахмедом Секу Туре, из-за чего в 1970 году отправился в изгнание в Сенегал.
Научные работы Ньяне посвящены доколониальной истории Западной Африки, главным образом её средневековым империям. Материалы для своей диссертации об империи Мали он собирал из устной традиции гриотов, в частности из рассказов Мамаду Куяте. На их основании он в 1960 году представил западному миру эпос Сундиата — «Сундьята, или Эпопея мандинго» — о Сундиате Кейта (ок. 1217—1255), что стало его известнейшим достижением.
С 1965 года участвовал в раскопках столицы империи Мали Ниани польско-гвинейской археологической экспедицией. Как член международного комитета ЮНЕСКО по подготовке «Всеобщей истории Африки» выступил редактором её 4-го тома (от XII до XVI века) и вместе с Жозефом Ки-Зербо руководил его публикацией. Совместно с французским исследователем-марксистом Жаном Сюре-Каналем составил учебное пособие по истории народов Западной Африки.
Также является автором таких пьес, как «Сикассо, или Последняя цитадель», «Чака» и «Трагическая помолвка». Отец покойной модели Катуши Найан (1960—2008).

### Русский перевод
- Ниань Дж. Т. Сундьята: Мандингский эпос / пер. с фр. В. Капраловой и А. Ольдерогге. М.; Л., 1963.